# 綾部警察署
綾部警察署（あやべけいさつしょ）は、京都府警察が管轄する警察署の一つ。

## 所在地
- 京都府綾部市宮代町6～8合番地

## 管轄区域
- 綾部市

## 内部組織
- 会計課 - 会計係
- 警務課 - 警務係、留置管理係、犯罪被害者支援係、広聴・相談係
- 生活安全課 - 生活安全係
- 地域課 - 地域第一係、地域第二係、地域第三係、地域管理係
- 刑事課 - 捜査管理係、強行・盗犯係、知能・組織犯罪対策係
- 交通課 - 交通指導係、交通事故捜査係
- 警備課 - 警備係

## 交番
（ ）の中は所在地。
- 綾部駅前交番（綾部市駅前通西馬場下4番地の11）
- 渕垣交番（綾部市渕垣町久田3-1）

## 駐在所
（ ）の中は所在地。
- 上林駐在所（綾部市八津合町上荒木5番地の4）
- 上杉駐在所（綾部市上杉町檜ケ下13-7）
- 山家駐在所（綾部市鷹栖町坂牧18-11・12合地）
- 豊里駐在所（綾部市豊里町福垣130・134合地）
- 物部駐在所（綾部市物部町六地蔵25-6）

## 主な未解決事件
- 紫水ヶ丘団地（綾部市味方町）主婦殺人事件